# Bathsua Makin
Bathsua Reginald Makin (c. 1600 – c. 1675) est une protoféministe de la classe moyenne anglaise qui a contribué aux critiques émergentes sur la place des femmes dans les sphères domestiques et publiques dans l'Angleterre du XVIIe siècle. Elle peut être considéré comme un précurseur du féminisme.
Elle est célèbre pour son traité polémique intitulé An Essay To Revive the Antient Education of Gentlewomen, in Religion, Manners, Arts & Tongues, with an Answer to the Objections against this Way of Education (1673).